# 萩・石見空港マラソン全国大会
萩・石見空港マラソン全国大会（はぎ・いわみくうこうまらそんぜんこくたいかい）は、島根県益田市で10月に行われる市民マラソン大会である。第1回大会は、萩・石見空港開港15周年を記念し、有森裕子を招いて2008年10月19日、萩・石見空港まつりに合せて開催された。

## 概要
萩・石見空港では午前11時にANA726便の羽田空港行きが飛び立つと、午後5時30分に到着する羽田発ANA727便まで飛行機は来ない。この時間を使うことでマラソン大会を開いている。八丈島空港など他空港での滑走路でも実施されてはいるが、それらは運用のない深夜から早朝までの時間帯に実施されているものが多く、日中に競技を行う空港は珍しい。
航空機に影響を及ぼさないため、ランナーに対して「ウェアのポケットに物を入れない」「ポーチからスマホを取り出してはいけない」といった注意事項がいくつもある。

## 種目
- ハーフマラソン（男女別に35歳未満・35歳から50歳未満・50歳以上の6クラス）
- 10kmの部（男子40歳未満・40歳以上、女子の3クラス）
- 5kmの部（男子中学生・30歳未満・30歳代・40歳代・50歳代・60歳以上、女子の7クラス）
- 3kmの部（男子70歳未満・70歳以上、女子中学生・30歳未満・30歳代・40歳代・50歳代・60歳以上の8クラス）
- 2kmの部（男女別に小学生低学年・小学生高学年の4クラス）
- ファミリーの部（小学生までと保護者の2人から3人一組）

各コースとも萩・石見空港の駐機場をスタート地点・空港ターミナル前をゴール地点とし、空港滑走路を走るコース設定となっている。ハーフマラソンコースは日本陸上競技連盟公認コースである。

## 表彰
- ファミリーの部を除く各クラスの優勝者にトロフィー
- ファミリーの部を除く各クラスの上位10名に賞状
- 特別表彰（最高齢者賞）
- 参加者全員に参加賞、完走者全員に完走証

## 主催
- 主催:益田市・益田市教育委員会・一般社団法人益田市スポーツ協会
- 共催:益田市陸上競技協会
- 主管:萩・石見空港マラソン全国大会実行委員会

## 註釈
1. 1 2 3 4  「滑走路 あなたも走れます 発着ない時間帯にマラソン大会 島根の萩・石見空港」 高田純一 朝日新聞 2023年11月14日夕刊 第4版 第1面